# 周龙岗遗址
周龙岗遗址，位于中华人民共和国河南省商丘市睢县蓼堤镇周龙岗村北，为一处远古聚落遗址，于1978年发掘，1981年被列为睢县县级文物保护单位，1986年被列为河南省第二批文物保护单位。
此遗址分两层，下层为新石器时代的龙山文化，上层为殷商文化，从中出土了陶制生活器具和石、骨制生产器具，此外还发现了仰韶文化的彩陶片。据专家考证，此处可能为东夷部落之中盂夷的活动地。